# 萨鲁帕塔尔本格阿利
萨鲁帕塔尔本格阿利（Sarupathar Bengali），是印度阿萨姆邦Dibrugarh县的一个城镇。总人口6607（2001年）。

## 人口
该地2001年总人口6607人，其中男性3664人，女性2943人；0—6岁人口781人，其中男411人，女370人；识字率78.27%，其中男性为81.74%，女性为73.94%。